# Abraham Kristiernsson (Leijonhufvud)
Abraham Kristiernsson (Leijonhufvud), död 1499, var ett svenskt riksråd. 

## Biografi
Abraham Kristiernsson (Leijonhufvud) var son till väpnaren och fogden Kristiern Gregersson (Leijonhufvud) och Märta Pedersdotter. Han nämns som riksråd 20 juni 1491. 1496 gav han tillsammans med sin hustru en gård i Arboga till gråbrödraklostret i Arboga. 16 februari 1499 deltog han i förlikningen mellan Sten Sture och de svenska riksråden, och utfäste tillsammans med riksråden drottning Kristinas morgongåva 20 februari, men uppges 31 oktober samma år vara död. Abraham Kristiernsson begravdes i Arboga kloster.
Omtalas första gången 1462 i samband med att han sålde sin andel i sin mors gård Bårarp till Åke Axelsson Tott och förde då vapen, han var alltså vuxen. 1471 ger han i stället för en tidigare morgongåva på 600 mark sin hustru Birgitta Månsdotter (Natt och Dag), gården i Brunsberg och två andra gårdar. 1472 fick Abraham Kristiernsson som tack för tjänster till Sten Sture den äldre försäkran på att behålla de gods som Broder Svensson och Klas Niklisson köpt åt honom.
24 februari 1479 fick han Ellholmen och bytte 1492 till sig Ekeberg av sin hustrus systerson Jöns Jönsson (vingat svärd). 1491 och 1493 omtalas han som riksråd då han i Telge stadfäste den 1488 i Reval ingångna förlikningen med livländska orden. 1

### Egendom
Abraham Kristiernsson ägde Brunsberg i Ytterselö socken, Elleholm i Arboga landsförsamling, Ekeberg i Lillkyrka socken, Kvicksta i Toresunds socken, Bärarp i Revinge socken.

### Familj
Abraham Kristiernsson gifte sig före 1 juli 1471 med Birgitta Månsdotter (Natt och Dag), dotter till Måns Bengtsson (Natt och Dag) och Märta Klausdotter Plata. De fick tillsammans barnen riksrådet Erik Abrahamsson (Leijonhufvud) (död 1520) och riddaren Sten Abrahamsson (död efter 1515). Efter Abraham Kristiernssons död gifte Birgitta Månsdotter om sig med väpnaren Anders Persson (vingat svärd).